# Пратовекио
Пратовекио (итал. Pratovecchio) је насеље у Италији у округу Арецо, региону Тоскана.
Према процени из 2011. у насељу је живело 2154 становника. Насеље се налази на надморској висини од 423 м.

## Становништво
Према резултатима пописа становништва 2011. у општини је живело 3.107 становника.
| 1931. | 1936. | 1951. | 1961. | 1971. | 1981. | 1991. | 2001. | 2011. |
| ----- | ----- | ----- | ----- | ----- | ----- | ----- | ----- | ----- |
| 5.544 | 5.695 | 5.195 | 4.025 | 3.218 | 3.028 | 3.068 | 3.090 | 3.107 |

## Партнерски градови
- Витлејем
- Ma'alot-Tarshiha
- Уфенхајм